# Championnat d'Amérique du Nord masculin de volley-ball 1979
Navigation
Édition précédente Édition suivante
Le 6e championnat d'Amérique du Nord de volley-ball masculin s'est déroulé du 21 avril 1979 au 28 avril 1979 à La Havane, Cuba. Il a mis aux prises les sept meilleures équipes continentales.

## Classement final
| Place              | Équipe                 |
| ------------------ | ---------------------- |
| Médaille d'or      | Cuba                   |
| Médaille d'argent  | Canada                 |
| Médaille de bronze | Mexique                |
| 4                  | République dominicaine |
| 5                  | États-Unis             |
| 6                  | Haïti                  |
| 7                  | Guatemala              |